# Muscolo mentale
Nell'anatomia umana il  muscolo mentale, chiamato anche fiocco di mento, parte da una regione di forma ovale situato nella zona più profonda della fossa mento. Il muscolo mentale fa parte della famiglia dei muscoli mimici, ossia quelli con cui il volto mima le espressioni e contribuisce al ripiegamento del labbro inferiore.

## Anatomia
Si ritrova sotto il muscolo orbitale della bocca, circondato dal muscolo depressore del labbro inferiore.